# Stylidium piliferum
Stylidium piliferum är en tvåhjärtbladig växtart. Stylidium piliferum ingår i släktet Stylidium och familjen Stylidiaceae.

## Underarter
Arten delas in i följande underarter:
- S. p. minor
- S. p. piliferum

## Bildgalleri

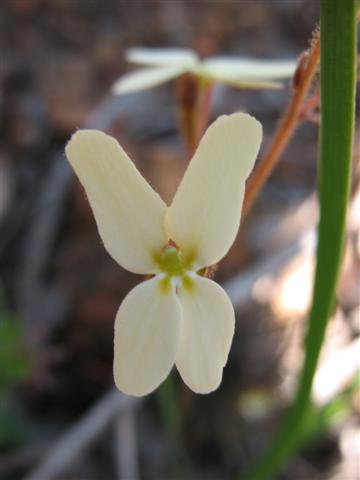